# Cucarastichus texanus
Cucarastichus texanus är en stekelart som beskrevs av Lasalle 1994. Cucarastichus texanus ingår i släktet Cucarastichus och familjen finglanssteklar. Inga underarter finns listade i Catalogue of Life.